# Mercedes-Benz X166
Il Mercedes-Benz Classe X166  è la seconda generazione della Classe GL, un SUV di lusso prodotto dalla casa automobilistica tedesca Mercedes-Benz dal 2012 al 2019. Con il restyling avvenuto alla fine del 2015 cambia nome in GLS.

## Storia e profilo

### Debutto
La seconda generazione del maxi-SUV di Casa Mercedes-Benz è stato presentato al Salone dell'automobile di New York nell'aprile del 2012. La commercializzazione è stata avviata a giugno, inizialmente solo nel mercato statunitense. Solo in autunno, dopo una seconda presentazione in anteprima europea al Salone di Parigi, la vettura ha cominciato ad apparire anche nei listini del Vecchio Continente. La produzione, come nella precedente serie X164, è affidata allo stabilimento Mercedes-Benz di Tuscaloosa, in Alabama (USA). Ed è proprio agli USA che la nuova X166 guarda come mercato di riferimento, poiché costituisce un'alternativa ai grandi SUV d'oltreoceano, come la Cadillac Escalade e la Lincoln Navigator, ma anche agli altrettanto grandi SUV giapponesi commercializzati in Nordamerica, come ad esempio la Toyota Sequoia. La stessa decisione di presentare la vettura in anteprima mondiale a New York dà un'idea sull'importanza data dai vertici Daimler al mercato statunitense per quanto riguarda gli sbocchi commerciali della GL, sia a suo tempo durante il lancio della prima generazione, sia anche al lancio del nuovo modello.

#### Design esterno ed interno
A prima vista la X166 appare come un semplice restyling del precedente modello, sebbene piuttosto marcato. L'impostazione generale della carrozzeria è infatti invariata e propone anche in questo caso il tipico corpo vettura massiccio e squadrato, ma anche imponente con i suoi oltre cinque metri di lunghezza. Le dimensioni sono leggermente aumentate (un centimetro il larghezza e in altezza, oltre a 3 centimetri in lunghezza), mentre il peso a vuoto è diminuito di circa 90 kg. In realtà si tratta di un progetto completamente nuovo, che ha semplicemente sposato l'efficacia stilistica della prima generazione, attualizzandola con alcuni aggiornamenti in realtà piuttosto evidenti, a partire dal Cx, che vanta un notevole valore di 0.35, di tutto rispetto considerando anche la tipologia del veicolo e l'imponenza del suo corpo vettura. Nella zona frontale, la calandra mantiene inalterata la sua impostazione a due grosse barre orizzontali all'interno di una cornice vagamente trapezoidale. I gruppi ottici ridisegnati integrano la tecnologia a led ed altre luci a led sono integrate nello scudo paraurti, quest'ultimo sensibilmente più aggressivo rispetto a quello della precedente generazione. Sotto il paraurti è montata anche una speciale protezione sottoscocca. La vista laterale rivela come l'équipe di designer del Centro Stile Mercedes-Benz non abbiano voluto calcare la mano nel disegno della nuova vettura. Si intravedono solo pochi particolari nuovi, come la nervatura laterale nella zona inferiore delle portiere ed un diverso disegno del terzo finestrino laterale, il cui lato inferiore non è più lineare, ma curva leggermente verso l'alto. Visibili anche gli sbalzi ridotti e l'elevata altezza da terra, aspetti che consentono un utilizzo off-road anche piuttosto impegnativo. Maggiori novità stilistiche in coda, dove spiccano i due gruppi ottici a sviluppo orizzontale di maggiori dimensioni, anch'essi con tecnologia a led ed uniti tra loro da una barra cromata sotto la quale si trova il nuovo incavo portatarga di maggiori dimensioni. Ridisegnati anche il paraurti e gli incavi per le uscite dei terminali di scarico, mentre appare un nuovo pannello per la protezione del sottoscocca.

L'abitacolo della X166, come nella sua antenata, fornisce ampio spazio per ben sette passeggeri: gli occupanti possono tra l'altro contare anche su alcuni cm di spazio in più ciascuno, grazie alla totale riprogettazione dell'abitacolo stesso. Il posto guida è caratterizzato da un cruscotto dotato di due grandi strumenti circolari all'interno dei quali trovano a loro volta spazio altri due strumenti, vale a dire l'indicatore di livello carburante e quello della temperatura dell'acqua. Tra i due strumenti principali trova posto un display ad alta risoluzione e dalle molteplici funzionalità, visto che incorpora il contachilometri totale e parziale, l'indicatore del rapporto inserito, l'orologio, il termometro e persino il segnalatore che consiglia al conducente di fare una pausa durante i lunghi viaggi. La console centrale è dominata dal grande display centrale, principalmente destinato alle funzioni di infotainment (navigatore, impianto hi-fi, telefonia, ecc), ma che integra anche dispositivi di sicurezza come il visore notturno. Il volante rivestito in pelle è del tipo multifunzione ed integra svariati comandi,tra cui i comandi del cambio automatico e quelli del sistema hi-fi. Il tunnel centrale ospita invece il comando per la gestione del sistema multimediale ed altri comandi per la gestione della marcia in fuoristrada e delle sospensioni pneumatiche. Il vano bagagli è anch'esso più capiente che in precedenza e permette di passare dai 680 litri disponibili con tutte e tre le file di sedili operative ad un totale di ben 2.300 litri abbattendo i sedili posteriori ed il divano centrale.

#### Struttura, meccanica e motori
La X166 nasce sul pianale della terza generazione della Classe M, la W166 lanciata un anno prima a Francoforte.

In fase di progettazione del modello, i tecnici Mercedes-Benz hanno cercato di realizzare per la X166 il maggior contenimento possibile del peso, pertanto è stato fatto largo uso di acciai altoresistenziali per l'intera struttura, ma anche materiali leggeri per molte altre componenti della vettura, come la traversa in titanio per il sostegno della plancia, oppure alcune componenti della carrozzeria realizzate in lega di alluminio, così come in lega leggera sono anche state realizzate le sospensioni. A fronte di un leggero aumento degli ingombri esterni e dei contenuti interni, la massa è stata ridotta di circa 90 kg. Grande importanza è stata data anche all'assorbimento degli urti, per ottimizzare il quale, oltre che all'ormai consueta scocca a deformazione programmata è stata studiata la propagazione delle onde d'urto lungo gli elementi longitudinali e trasversali della scocca stessa, sia per quanto riguarda gli urti frontali,sia per quanto riguarda gli urti laterali.

Le soluzioni telaistiche per la X166 prevedono quattro dischi autoventilanti su tutte le versioni, mentre lo sterzo è di tipo elettro-meccanico e le sospensioni prevedono soluzioni di tipo multilink. Queste ultime incorporano anche il sistema pneumatico AIRMATIC su tutte le versioni. Al suo debutto la GL X166 è prevista per il mercato europeo in due motorizzazioni a benzina più una a gasolio:
- GL500 4MATIC BlueEFFICIENCY: versione spinta dal generoso V8 M278 da 4663 cm³ con doppia sovralimentazione e potenza massima di 435 CV;
- GL63 AMG: versione di punta equipaggiata dal potente motore M157 da 5461 cm³, anch'esso sovralimentato con due turbocompressori e della potenza massima di 557 CV. La velocità massima, autolimitata a 250 km/h, può essere portata a 280 km/h con la variante Performance;
- GL350 BlueTEC 4MATIC: versione a gasolio, ed anche la meno costosa della gamma d'esordio, spinta dal V6 turbodiesel OM642 della cilindrata di 2987 cm³, con tecnologia common rail e potenza massima di 258 CV.

Per i mercati nordamericani (USA e Canada) sono previste anche altre due motorizzazioni a benzina:
- GL450 4MATIC: versione equipaggiata con lo stesso motore della GL500 europea, ma con potenza massima scesa a 367 CV;
- GL550 4MATIC: versione equipaggiata anch'essa con lo stesso motore della GL500, ma in questo caso con potenza inviariata.

La trazione è integrale su tutte le versioni, così come per tutta la gamma è previsto il cambio automatico a 7 rapporti con sistema Stop & Start integrato.

### Evoluzione
Durante la sua carriera commerciale, questo modello ha conosciuto pochi ma significativi aggiornamenti alla gamma.

#### I primi anni
Il primo passo evolutivo della gamma X166 si ha nel giugno del 2014, vale a dire due anni dopo il lancio commerciale. In questo periodo si ha infatti l'arrivo della GL400, una versione di base con motore V6 da 3 litri sovralimentato mediante doppio turbocompressore. Questo nuovo propulsore eroga una potenza massima di 333 CV, vale a dire 102 in meno rispetto al modello immediatamente più in alto, ossia la GL500 con motore da 435 CV.
In questa sua prima parte di carriera, la serie X166 è stata proposta anche nel mercato cinese unicamente come GL500, ma a differenza dell'omonimo modello europeo, questa versione montava un 4 litri biturbo da 422 CV. Altre variazioni di gamma rispetto a quella europea sono state quelle relative al mercato statunitense, dove questo modello è stato proposto nelle versioni GL450 (equipaggiata con un 3 litri biturbo da 367 CV), GL550 (che a dispetto della denominazione è identica sottopelle alla GL500 europea) e GL350 BlueTEC (in cui il 3 litri turbodiesel viene depotenziato a 243 CV). Anche la versione AMG era presente nel listino USA, ma in questo caso tale versione era identica a quella commercializzata nel vecchio continente.

#### La Mercedes-Benz GLS

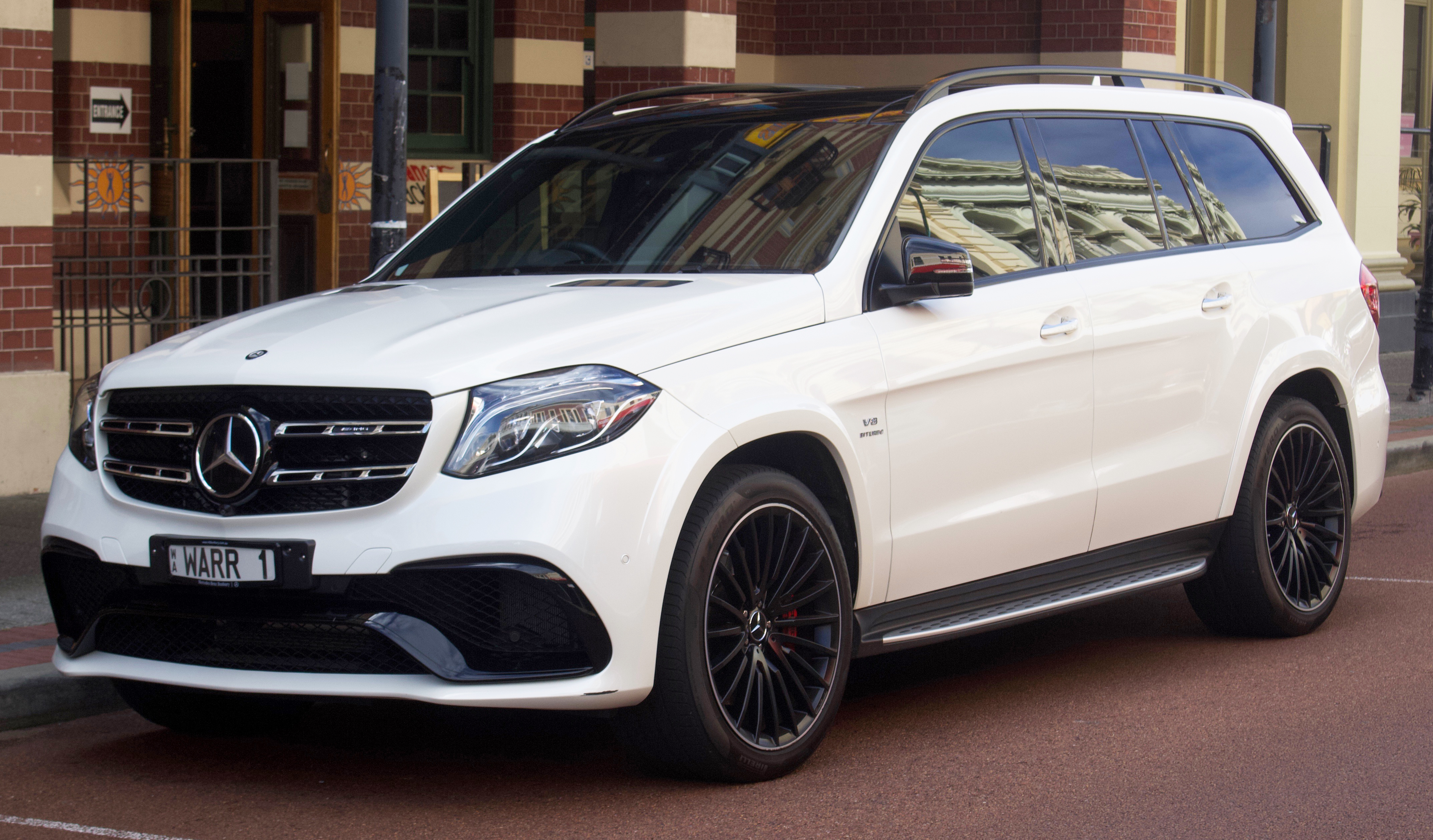
GLS 63 AMG

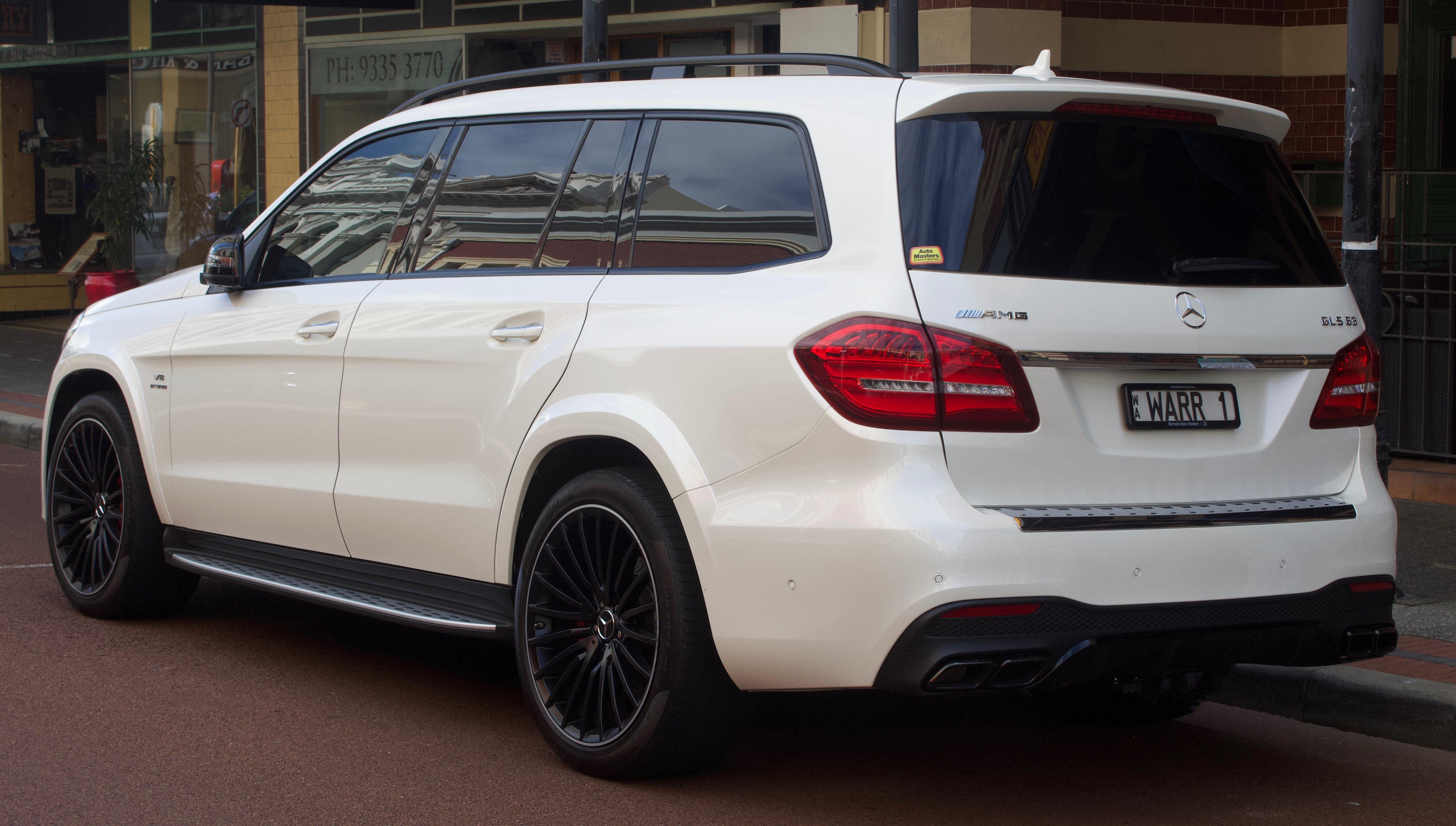
GLS 63 AMG

Al Salone di Los Angeles nel novembre 2015, la GL subisce il restyling di mezza età e muta denominazione in GLS: tale cambio di denominazione va ad inserirsi in un più generale programma di standardizzazione delle denominazioni dei modelli Mercedes-Benz, che prevede una lettera o due per indicare il tipo di vettura (SUV, roadster o una gamma classica formata ad esempio da berlina + station wagon) più un'altra lettera che solitamente indica la parentela tecnica con una vettura di stampo classico. Fa eccezione proprio la neonata GLS, in quanto, se le prime due lettere indicano l'appartenenza ai SUV, la terza lettera non implica una parentela tecnica con la contemporanea Classe S in quanto la GLS rimane strettamente imparentata con la GLE, a sua volta legata alla contemporanea Classe E. La S finale è servita quindi per differenziare i due SUV e l'unica affinità con la Classe S è l'appartenenza allo stesso segmento, il segmento F. Dal punto di vista estetico, la GLS cambia soprattutto nel frontale, dove calandra, paraurti e gruppi ottici sono stati ridisegnati per uniformarsi agli standard stilistici della Casa, che nel frattempo si sono aggiornati. In particolare i gruppi ottici recano stavolta un taglio concavo nel loro lato interno, in modo da ricollegarsi anche allo stile degli altri modelli Mercedes-Benz. Per quanto riguarda le motorizzazioni, vi sono stati degli aggiornamenti anche da questo punto di vista. E così, ecco che la GLS500 vede il proprio motore passare da 435 a 455 CV, mentre la GL63 AMG viene sostituita dalla GLS63 AMG S, che monta lo stesso propulsore, ma con potenza innalzata a 585 CV. In generale, su tutta la nuova gamma europea(tranne che nella versione AMG) fa la sua comparsa un cambio automatico a 9 rapporti già utilizzato in altri modelli della Casa.
Per quanto riguarda il mercato USA, invece, la GLS450 vede il suo V8 da 367 CV sostituito da un meno ingombrante V6 di pari potenza massima, mentre su tutta la gamma il cambio utilizzato resta quello automatico a 7 rapporti.
La produzione della serie X166 termina nel marzo del 2019: il mese successivo, al Salone di New York viene presentata la nuova GLS, con sigla X167.

### Tabella caratteristiche
| Modello                           | Anni di produzione | Sigla modello | Motore      | Cilindrata cm³ | Potenza CV     | Coppia Massima Nm | Cambio/ N°rapporti        | Massa a vuoto (kg) | Velocità Massima km/h | Accelerazione 0–100 km/h | Consumo (l/100 km) | Emissioni CO2/ (g/km) |
| Versioni a benzina                |                    |               |             |                |                |                   |                           |                    |                       |                          |                    |                       |
| GL 400 4MATIC                     | 06/2014-10/2015    | 166.856       | M276DE30AL  | 2996           | 333/ 5250-6000 | 480/ 1400-4000    | Automatico 7 rapporti     | 2.360              | 243                   | 6"7                      | 9.7                | 225                   |
| GLS 400 4MATIC                    | 11/2015-03/2019    | 166.856       | M276DE30AL  | 2996           | 333/ 5250-6000 | 480/ 1400-4000    | Automatico 9 rapporti     | 2.360              | 240                   | 6"6                      | 9.5                | 212                   |
| GL 450 4MATIC (solo mercato USA)  | 06/2012-10/2015    | 166.872       | M278DE46AL  | 4663           | 367/5250       | 550/ 1500-4000    | Automatico 7 rapporti     | -                  | 250                   | -                        | -                  | -                     |
| GLS 450 4MATIC (solo mercato USA) | 10/2015-03/2019    | -             | M276DE30AL  | 2996           | 367/ 5500-6000 | 520/ 1800-4000    | Automatico 7 rapporti     | 2.366              | 250                   | 6"6                      | -                  | -                     |
| GL 500 4MATIC                     | 10/2012-10/2015    | 166.873       | M278DE46AL  | 4663           | 435/5250       | 700/ 1800-3500    | Automatico 7 rapporti     | 2.370              | 250                   | 5"4                      | 11.4               | 262                   |
| GL 550 (solo mercato USA)         | 06/2012-03/2019    | 166.873       | M278DE46AL  | 4663           | 435/5250       | 700/ 1800-3500    | Automatico 7 rapporti     | 2.530              | 250                   | 5"5                      | -                  | -                     |
| GLS 500 4MATIC                    | 11/2015-03/2019    | 166.873       | M278DE46AL  | 4663           | 455/ 5250-5500 | 700/ 1800-4000    | Automatico 9 rapporti     | 2.370              | 250                   | 5"3                      | 11.4               | 264                   |
| GL 63 AMG                         | 10/2012-10/2015    | 166.874       | M157DE55AL  | 5461           | 557/ 5250-5750 | 760/ 2000-5000    | Automatico AMG 7 rapporti | 2.505              | 250                   | 4"9                      | 11.8               | 276                   |
| GL 63 AMG Performance             | 10/2012-10/2015    | 166.874       | M157DE55AL  | 5461           | 557/ 5250-5750 | 760/ 2000-5000    | Automatico AMG 7 rapporti | 2.505              | 280                   | 4"9                      | 11.8               | 276                   |
| GLS 63 AMG S                      | 11/2015-03/2019    | 166.875       | M157DE55AL  | 5461           | 585/5500       | 760/ 1750-5250    | Automatico AMG 7 rapporti | 2.505              | 280                   | 4"6                      | 12.4               | 288                   |
| Versioni a gasolio                |                    |               |             |                |                |                   |                           |                    |                       |                          |                    |                       |
| GL 350 BlueTEC                    | 10/2012-10/2015    | 166.824       | OM642DE30LA | 2987           | 258/3600       | 620/ 1600-2400    | Automatico 7 rapporti     | 2.380              | 220                   | 7"9                      | 7.5                | 192                   |
| GLS 350 d                         | 11/2015-03/2019    | 166.824       | OM642DE30LA | 2987           | 258/3600       | 620/ 1600-2400    | Automatico 9 rapporti     | 2.380              | 222                   | 7"8                      | 7.6                | 199                   |